# Chenzhou
Chenzhou (郴州 ; pinyin: Chēnzhōu) est une ville du sud-est de la province du Hunan en Chine.

## Subdivisions administratives
La ville-préfecture de Chenzhou exerce sa juridiction sur onze subdivisions - deux districts, une ville-district et huit xian :
- le district de Beihu - 北湖区 Běihú Qū ;
- le district de Suxian - 苏仙区 Sūxiān Qū ;
- la ville de Zixing - 资兴市 Zīxīng Shì ;
- le xian de Guiyang - 桂阳县 Guìyáng Xiàn ;
- le xian de Yongxing - 永兴县 Yǒngxīng Xiàn ;
- le xian de Yizhang - 宜章县 Yízhāng Xiàn ;
- le xian de Jiahe - 嘉禾县 Jiāhé Xiàn ;
- le xian de Linwu - 临武县 Línwǔ Xiàn ;
- le xian de Rucheng - 汝城县 Rǔchéng Xiàn ;
- le xian de Guidong - 桂东县 Guìdōng Xiàn ;
- le xian d'Anren - 安仁县 Ānrén Xiàn.

## Personnalités liées à la commune
- Shi Yiting (1997-), athlète handisport chinoise.